# John Mill (bundiste)
John Mill (1870-1952), aussi connu comme Yoysef Shloyme Mil, est un militant révolutionnaire juif russe, dirigeant du Bund. Il émigre en 1898 à l'étranger.

## Biographie
Yoysef Shloyme Mil nait en 1870, à Panevėžys, alors dans l'Empire russe, aujourd'hui en Lituanie, dans une famille juive assimilée. Il fait ses études dans des écoles russes. Étudiant, il se radicalise et rejoint un groupe révolutionnaire composé de Russes, de Polonais et de Juifs.
Il s'installe à Vilnius en 1889, où il termine ses études et devient un des dirigeants des cercles marxistes juifs. En 1895, il part à Varsovie, où il est en contact avec le parti socialiste polonais et l'internationale socialiste des royaumes de Pologne et de Lituanie. Il s'oppose à Rosa Luxembourg, dont il considère que les positions ne laissent pas assez de place à l'expression des identités nationales juive ou russe, mais critique également le parti socialiste polonais pour son nationalisme.
Il prend alors position pour la création d'un parti ouvrier juif, et fait partie en 1897 des treize fondateurs de l'Union générale des travailleurs juifs (Bund). Il a été l'un des principaux dirigeants pendant deux décennies. Il dirige le journal Der yidisher arbeyter (en), et, bien que sur des positions marxistes orthodoxes, en ouvre les colonnes à d'autres points de vue révolutionnaires, comme ceux de Khaïm Jitlovski (en) et Rosa Luxemburg.
Il fuit la Russie en 1898 après une vague d'arrestations dans la direction du Bund et vit à Genève. Il y crée le comité à l'étranger du Bund et, quand Der yidisher arbeyter devient l'organe de ce comité en 1899, il en redevient directeur de la publication[réf. souhaitée]. Il prend position en 1899 pour l'élaboration d'une plate-forme nationale par le Bund et pour la transformation de la Russie en État multinational, fédérant des nationalités sur une base non territoriale
Il vit dans l'Europe de l'Ouest jusqu'à la Première Guerre mondiale, principalement à Genève et à Paris. Il émigre aux États-unis en 1915, pour s'installer à Chicago et quitter la politique active, mais en restant proche des cercles bundistes et en écrivant pour les publications en yiddish.